# Portugal dos Pequenitos

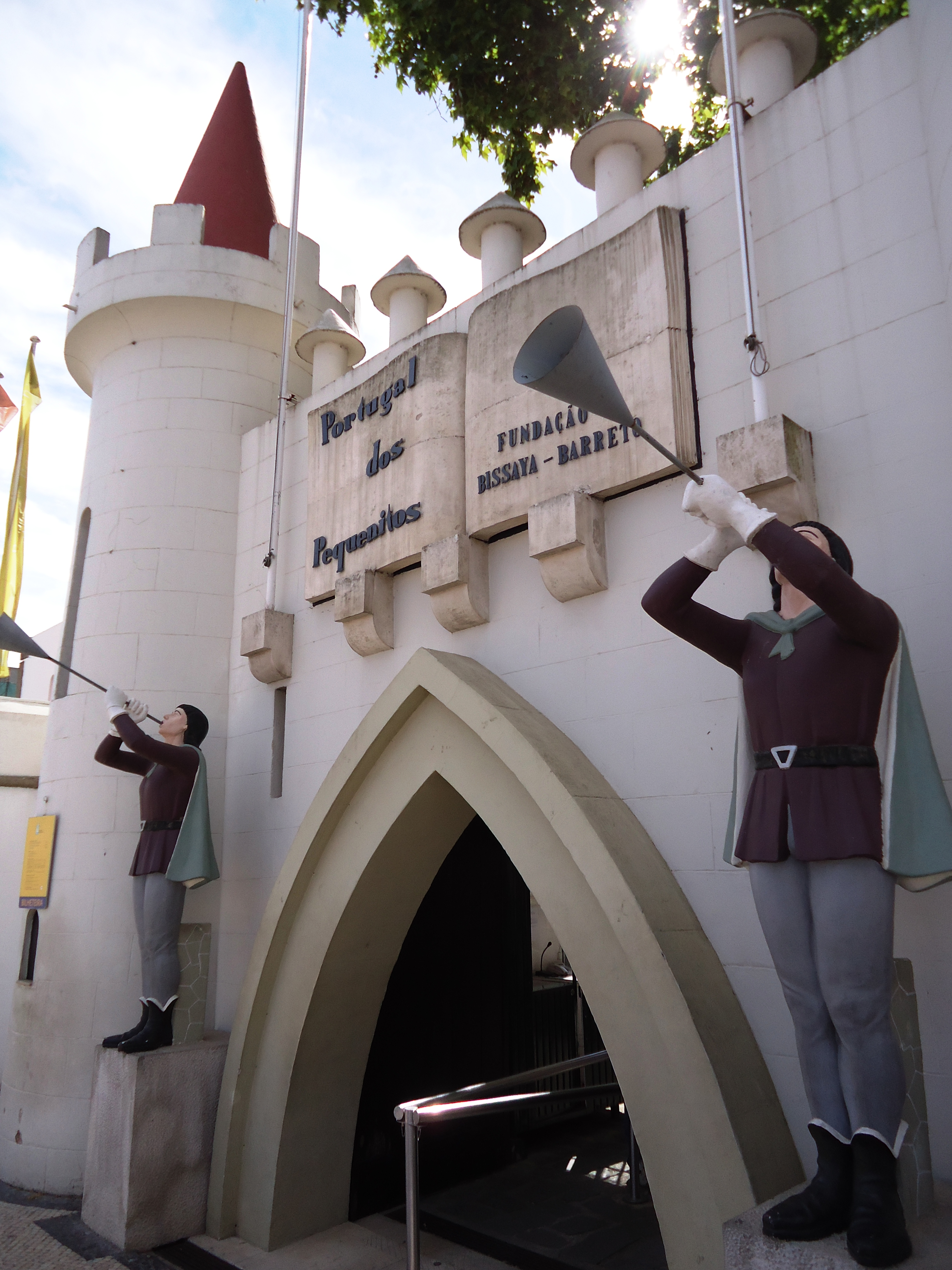
Portugal dos Pequenitos, Coimbra: portão principal.

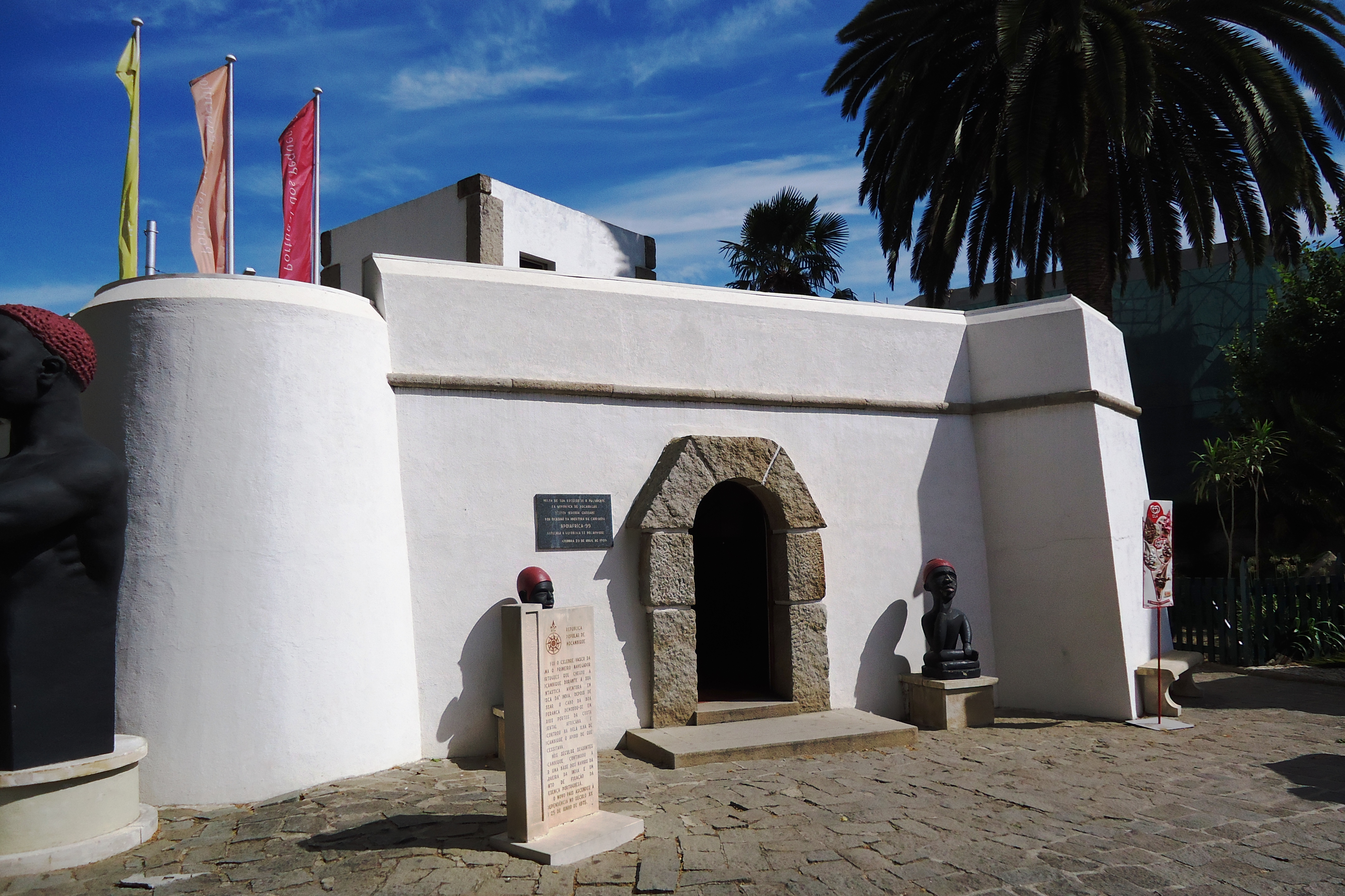
Portugal dos Pequenitos: Países de Língua Oficial Portuguesa - pavilhão de Moçambique.

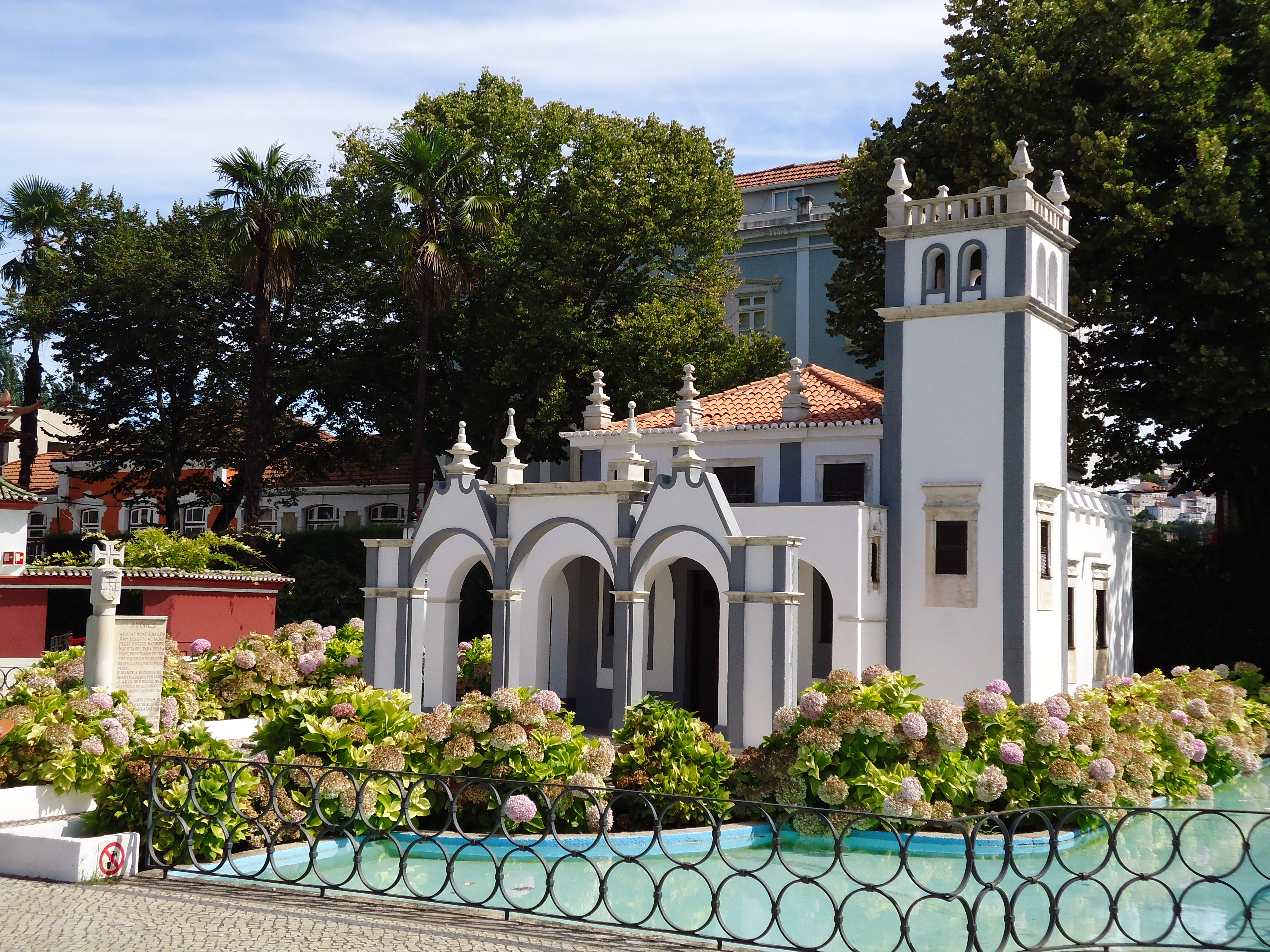
Portugal dos Pequenitos: Portugal Insular pavilhão dos Açores.

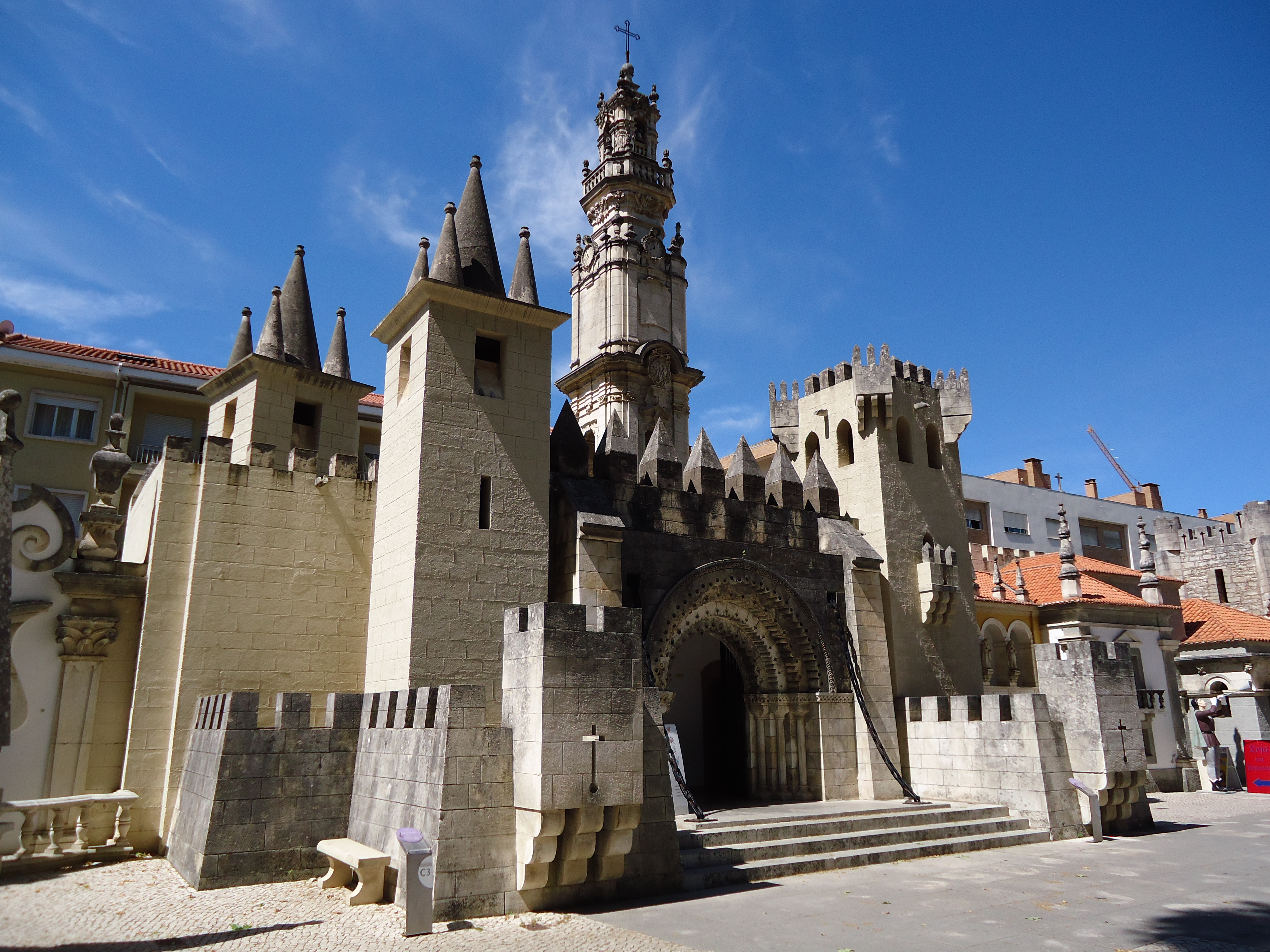
Portugal dos Pequenitos: Portugal Monumental - Museu do Traje.

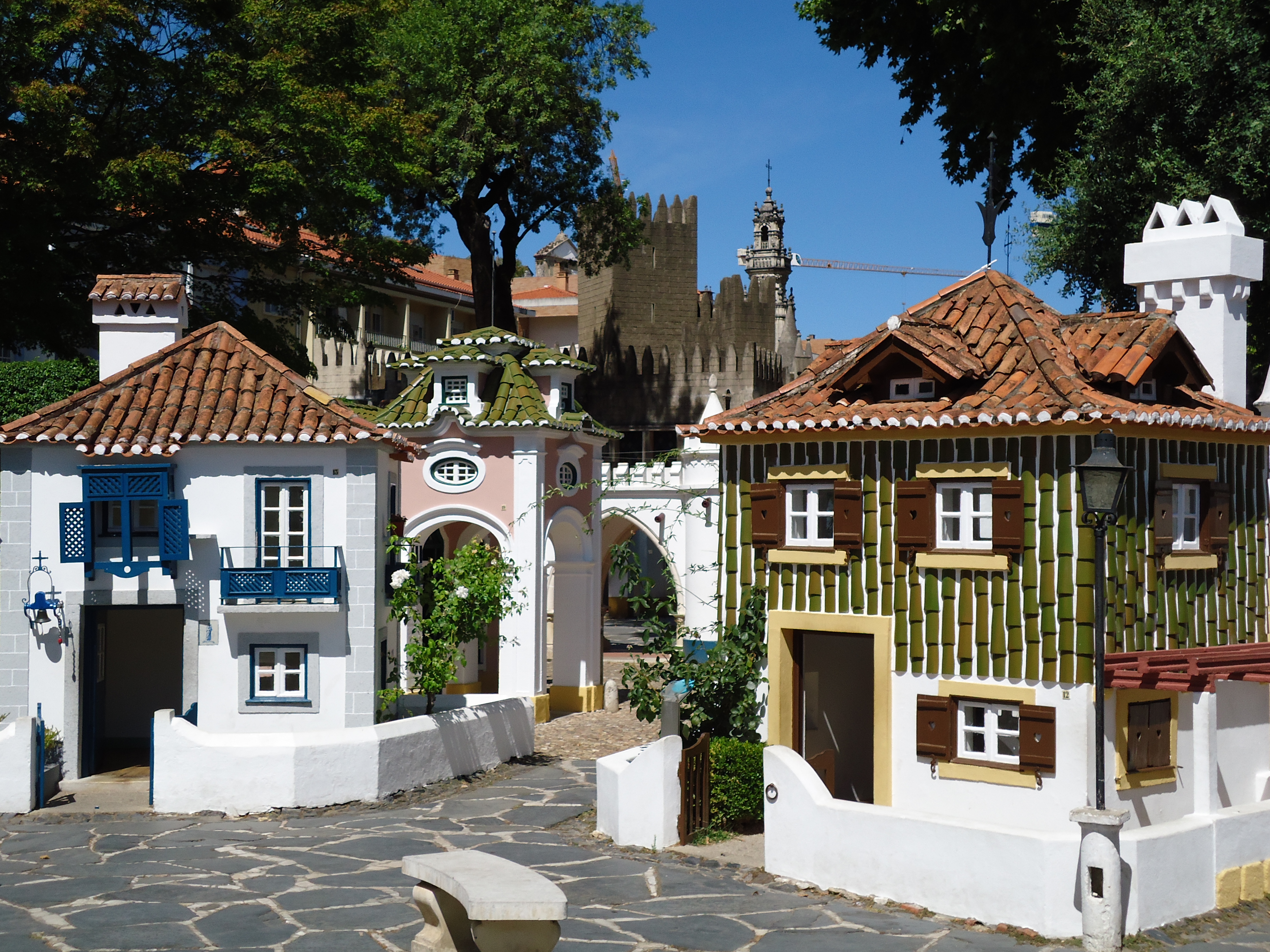
Portugal dos Pequeninos: Casas Regionais.

O Portugal dos Pequenitos  é um parque em miniatura concebido e construído durante o Estado Novo como um espaço lúdico, pedagógico e turístico, para mostrar aspectos da cultura e do património português, em Portugal e no mundo.
Localiza-se no largo do Rossio de Santa Clara, na cidade e no Município de Coimbra, no Distrito de Coimbra, em Portugal.

## História
Foi iniciado em 1938, por iniciativa do professor Bissaya Barreto, com projeto do arquiteto Cassiano Branco, vindo a ser inaugurado em 8 de junho de 1940, razão pela qual a sua concepção e arquitetura estão fortemente imbuídas do espírito idealista e nacionalista do Estado Novo Português. A sua construção desenvolveu-se em três etapas:
- A primeira fase, entre 1938 e 1940, é constituída pelo conjunto de casas regionais portuguesas: solares de Trás-os-Montes e Minho, casas típicas de cada região do país com pomares, hortas e jardins, capelas, azenhas e pelourinhos. A este núcleo, pertence também o conjunto de Coimbra, espaço onde se encontram representados os monumentos mais importantes da cidade;
- A segunda fase integra a chamada "área monumental", espaço ilustrativo dos monumentos mais representativos, de norte a sul do país.
- A terceira fase, concluída em finais da década de 1950, engloba a representação monumental e etnográfica das então províncias ultramarinas em África, de Macau, do Estado Português da Índia e de Timor Português, cercados por exemplares da flora nativa destas regiões. Compreende também as representações do Brasil e dos arquipélagos dos Açores e da Madeira.

No "Centro de Documentação Bissaya Barreto" existem diversos documentos sobre a história do parque, nomeadamente plantas, desenhos arquitetónicos e cartões-postais antigos.
Em 2005 registaram-se 283 mil visitantes. 2007 teve 331 mil entradas, e 2012 teve 211 mil, e em 2014 registou-se 228 mil visitantes.

## Características
O parque caracteriza-se por apresentar construções em escala reduzida representando monumentos e outros elementos sobre a cultura e o património edificado português, em Portugal e no mundo. Em nossos dias organiza-se em sete zonas complementares:
- Países de Língua Oficial Portuguesa;
- Portugal Insular (Açores e Madeira);
- Portugal Monumental;
- Coimbra;
- Casas Regionais;
- Casa da Criança; e
- Parque Infantil.

Complementarmente o visitante pode conhecer alguns museus temáticos:
- Museu do Traje;
- Museu da Marinha; e
- Museu do Mobiliário.

O espaço conta ainda com casas de banho, loja de presentes e cafetaria.